# Чемпионат Мали по шоссейному велоспорту
Чемпионат Мали по шоссейному велоспорту — национальный чемпионат Мали по шоссейному велоспорту, проводимый Федерацией велоспорта Мали с 2003 года. За победу в дисциплинах присуждается майка в цветах национального флага (на илл.).

## Призёры

### Мужчины. Групповая гонка.
| Год  | Победитель         | Второй             | Третий           |
| ---- | ------------------ | ------------------ | ---------------- |
| 2003 | Адама Тогола       |                    |                  |
| 2006 | Адама Тогола       |                    |                  |
| 2007 | Салиа Тогола       | Адама Багайоко     | Брояль Диалло    |
| 2010 | Хамиду Диарра      |                    |                  |
| 2011 | Хамиду Диарра      | Зумана Марико      | Котигуи Коне     |
| 2012 | Умар Сангаре       | Котигуи Коне       | Хамиду Диарра    |
| 2013 | Якуба Тогола       | Диакаридия Сангаре | Умар Сангаре     |
| 2014 | Диакаридия Сангаре | Абду Диарра        | Брехима Диарра   |
| 2016 | Умар Сангаре       |                    |                  |
| 2017 | Яя Диалло          | Умар Сангаре       | Боурама Кулибали |
| 2018 | Боурама Кулибали   | Яя Диалло          | Брехима Диарра   |
| 2019 | Яя Диалло          | Иссьяка Кулибали   | Дауда Сидибе     |
| 2020 |                    |                    |                  |
| 2021 | Брехима Диарра     | Дауда Джире        | Иссьяка Кулибали |
| 2022 | Мусса Тогола       | Яя Диалло          | Дрисса Бамба     |
| 2023 | Якуба Диалло       | Мамаду Кулибали    | Ситафа Коне      |

### Мужчины. Индивидуальная гонка.
| Год  | Победитель   | Второй             | Третий           |
| ---- | ------------ | ------------------ | ---------------- |
| 2016 | Умар Сангаре | Диакаридия Сангаре | Сидики Диарра    |
| 2017 | Яя Диалло    | Сидики Диарра      | Иссьяка Кулибали |
| 2019 | Яя Диалло    | Иссьяка Кулибали   | Дауда Сидибе     |
| 2020 | Яя Диалло    | Сидики Диарра      | Мусса Тогола     |